# Seeds of Silver
Pour plus de détails, voir Fiche technique et Distribution.
Seeds of Silver est un film muet américain réalisé par Fred Huntley et sorti en 1913.

## Fiche technique
- Titre : Seeds of Silver
- Réalisation : Fred Huntley
- Scénario : Roy L. McCardell
- Dates de sortie : 
  -  États-Unis : 22 avril 1913

## Distribution
- Hobart Bosworth : Ralph
- Irma Ragsdale
- Janette Pardee
- Fred Chandet
- Marguerite Marsh : Dorothy
- Frank Clark